# Municipio de Orangeville (Míchigan)
El municipio de Orangeville (en inglés: Orangeville Township) es un municipio ubicado en el condado de Barry en el estado estadounidense de Míchigan. En el año 2010 tenía una población de 3311 habitantes y una densidad poblacional de 35,85 personas por km².

## Geografía
El municipio de Orangeville se encuentra ubicado en las coordenadas 42°33′7″N 85°28′27″O / 42.55194, -85.47417. Según la Oficina del Censo de los Estados Unidos, el municipio tiene una superficie total de 92.36 km², de la cual 86,58 km² corresponden a tierra firme y (6,26 %) 5,78 km² es agua.

## Demografía
Según el censo de 2010, había 3311 personas residiendo en el municipio de Orangeville. La densidad de población era de 35,85 hab./km². De los 3311 habitantes, el municipio de Orangeville estaba compuesto por el 95,53 % blancos, el 0,45 % eran afroamericanos, el 0,82 % eran amerindios, el 0,18 % eran asiáticos, el 1,6 % eran de otras razas y el 1,42 % eran de una mezcla de razas. Del total de la población el 4,83 % eran hispanos o latinos de cualquier raza.